# ماكس فيلك
ماكس فيلك (بالإنجليزية: Max Wilk)‏ هو كاتب وكاتب سيناريو أمريكي، ولد في 3 يوليو 1920 في ريجفيلد ‏ في الولايات المتحدة، وتوفي في 19 فبراير 2011 في ويستبورت (كونيتيكت) في الولايات المتحدة.

## وصلات خارجية
- ماكس فيلك على موقع IMDb (الإنجليزية)
- ماكس فيلك على موقع أول موفي (الإنجليزية)
- ماكس فيلك على موقع قاعدة بيانات برودواي على الإنترنت (الإنجليزية)
- ماكس فيلك على موقع قاعدة بيانات الأفلام السويدية (السويدية)
- ماكس فيلك على موقع إن إن دي بي (الإنجليزية)
- ماكس فيلك على موقع قاعدة بيانات الفيلم (الإنجليزية)
- ماكس فيلك على موقع كينوبويسك (الروسية)